# Matang Nibong (Jeunieb)
Matang Nibong is een bestuurslaag in het regentschap Bireuen van de provincie Atjeh, Indonesië. Matang Nibong telt 504 inwoners (volkstelling 2010).